# Lapley, Stretton and Wheaton Aston
Lapley, Stretton and Wheaton Aston är en civil parish i Storbritannien.   Den ligger i grevskapet Staffordshire och riksdelen England, i den södra delen av landet, 190 km nordväst om huvudstaden London. Antalet invånare är 2 612. Arean är 22,4 kvadratkilometer.
Terrängen i Lapley är platt.